# Toxicodendron calcicola
Toxicodendron calcicola är en sumakväxtart som beskrevs av Cheng Yih Wu. Toxicodendron calcicola ingår i släktet Toxicodendron och familjen sumakväxter. Inga underarter finns listade i Catalogue of Life.